# Chinín
Chinín es un despoblado español del municipio de Machacón, perteneciente a la provincia de Salamanca, en la comunidad autónoma de Castilla y León.

## Historia
Hacia mediados del siglo XIX, el lugar ya estaba despoblado y ya pertenecía al término municipal de Machacón. Aparece descrito en el séptimo volumen del Diccionario geográfico-estadístico-histórico de España y sus posesiones de Ultramar de Pascual Madoz con las siguientes palabras:

CHININ: desp. en la prov. y dióc. de Salamanca (2 1/2 leg.), part. jud. de Alba de Tormes (2), térm. municipal de Machacon (1/4): sit. en una llanura combatida por los vientos, especialmente por el N. Su térm. confina al N. con Castañeda (1/4 leg.); por E. Encinas de abajo y r. Tormes (1/4); por S. con Francos (1/4), y O. con Machacon (1/4); en él se encuentra uná fuente de agua muy buena y pasa el r. Tormes en direccion del E. El terreno es de escelente calidad y cria trigo, cebada, centeno y algarrofas, siendo la principal prod. el trigo: en el Tormes se crian muchas anguilas, buenos barbos y pequeños peces.
(Madoz, 1847, p. 337)